# Sénart-Draveil (doyenné)
Le secteur pastoral de Sénart-Draveil est une circonscription administrative de l'église catholique de France, subdivision du diocèse d'Évry-Corbeil-Essonnes.

## Histoire
Le synode diocésain de 1987 a modifié le statut du doyenné en secteur pastoral.

## Organisation
Le secteur pastoral de Sénart-Draveil est rattaché au diocèse d'Évry-Corbeil-Essonnes, à l'archidiocèse de Paris et à la province ecclésiastique de Paris. Il est situé dans le vicariat Nord-Est et la zone urbaine du diocèse.

### Paroisses suffragantes
Le siège du doyenné est fixé à Draveil. Le secteur pastoral de Sénart-Draveil regroupe les paroisses des communes de:
- Draveil,
- Soisy-sur-Seine,
- Vigneux-sur-Seine.

### Prêtres responsables
| Période                                  | Période  | Identité              | Fonction précédente | Observation |
| ---------------------------------------- | -------- | --------------------- | ------------------- | ----------- |
| 1997                                     |          | Jean Mansir           |                     | -           |
| ?                                        |          |                       |                     | -           |
| ?                                        |          | André Mathieu         |                     | -           |
| ?                                        |          | Emmanuel Chalut-Natal |                     | -           |
| ?                                        | en cours | Grégoire Akapko       |                     | -           |
| Les données manquantes sont à compléter. |          |                       |                     |             |

## Pour approfondir

## Sources
1. ↑  « Carte du découpage en secteurs sur le site du diocèse. »(Archive.org • Wikiwix • Archive.is • Google • Que faire ?) Consulté le 10/08/2010.